# Mariano Rosas (político peruano)
Mariano Rosas fue un político peruano. 
Fue miembro del Congreso Constituyente de 1860 por la provincia de Abancay entre julio y noviembre de 1860 durante el tercer gobierno de Ramón Castilla. Este congreso elaboró la Constitución de 1860, la séptima que rigió en el país y la que más tiempo ha estado vigente pues duró, con algunos intervalos, hasta 1920, es decir, sesenta años. Luego de expedida la constitución, el congreso se mantuvo como congreso ordinario hasta 1863.
En 1867 llegó al Cusco el ingeniero sueco John W. Nystrom quien procuró la formación de una sociedad metalúrgica y minera en el Cusco para impulsar la industria siderúrgica. En su expedición e informes, se menciona a varios cusqueños que suscribieron acciones para la constitución de dicha empresa entre los que estaba Mariano Rosas. La empresa, sin embargo, no pudo concretarse ante la poca inversión realizada por los habitantes del Cusco.